# Fuga da Villa Arzilla
Fuga da Villa Arzilla (Les Vieux Fourneaux) è un film del 2018 diretto da Christophe Duthuron, adattamento dell'omonimo fumetto di Wilfrid Lupano e Paul Cauuet. Il sequel, intitolato  Les Vieux Fourneaux 2: Bons pour l'asile, è stato distribuito nel 2022.

## Trama
Antoine, Émile e Pierrot, tre amici d'infanzia prossimi agli 80 anni, si incontrano al funerale di Lucette, la moglie di Antoine. Ma il ricongiungimento è di breve durata: Antoine trova per caso una lettera che gli fa perdere la testa. Senza fornire spiegazioni, parte dal Tarn alla volta della Toscana. Pierre, Emile e Sophie, la nipote di Antoine, lo seguono per impedirgli di rendersi ridicolo dopo cinquant'anni di silenzio.